# Chemin du Réservoir
La chemin du Réservoir (en néerlandais: Vergaarbakweg) est un chemin en forêt de Soignes. Il fait référence au réservoir d’eau construit entre 1898 et 1903 à la lisière de la forêt de Soignes. C'est également dans ce chemin que l'on trouve les installations du Tennis Club Intero.

## Particularité
Le trop-plein du réservoir alimente en partie, par une canalisation longeant le sentier connexe du Bocq, les étangs des Enfants Noyés.

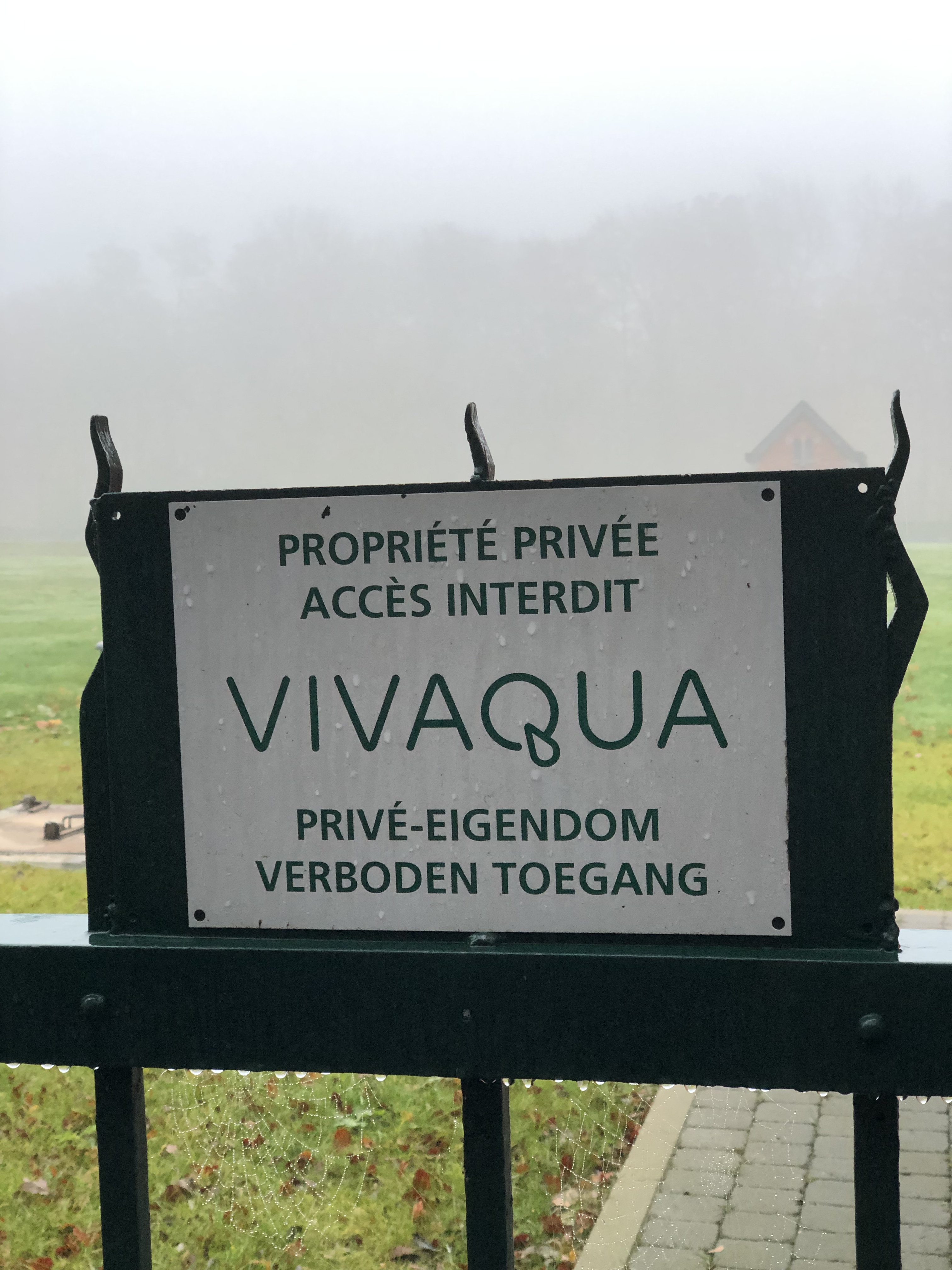
Panneau Vivaqua
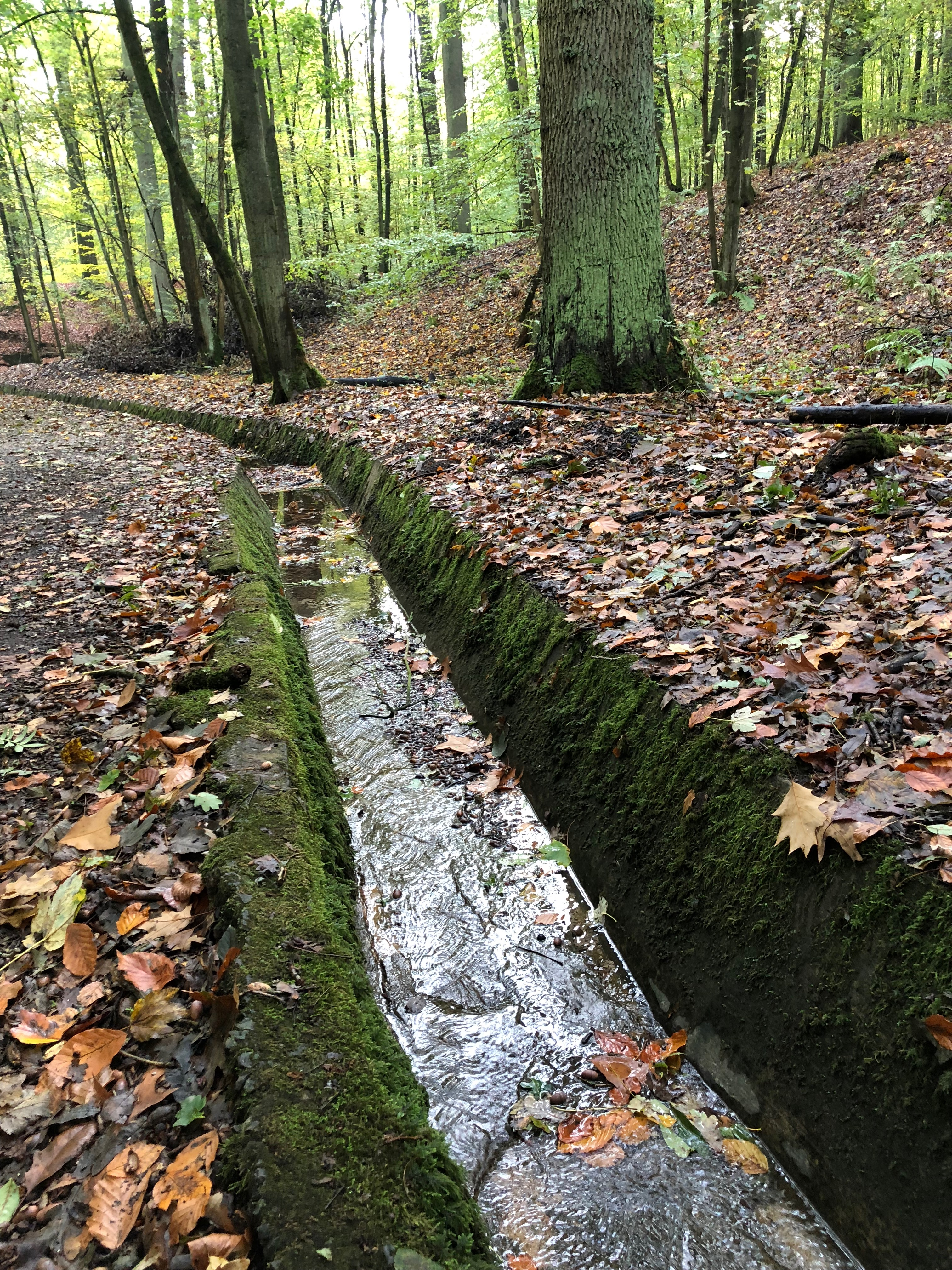
Canalisation du sentier du Bocq
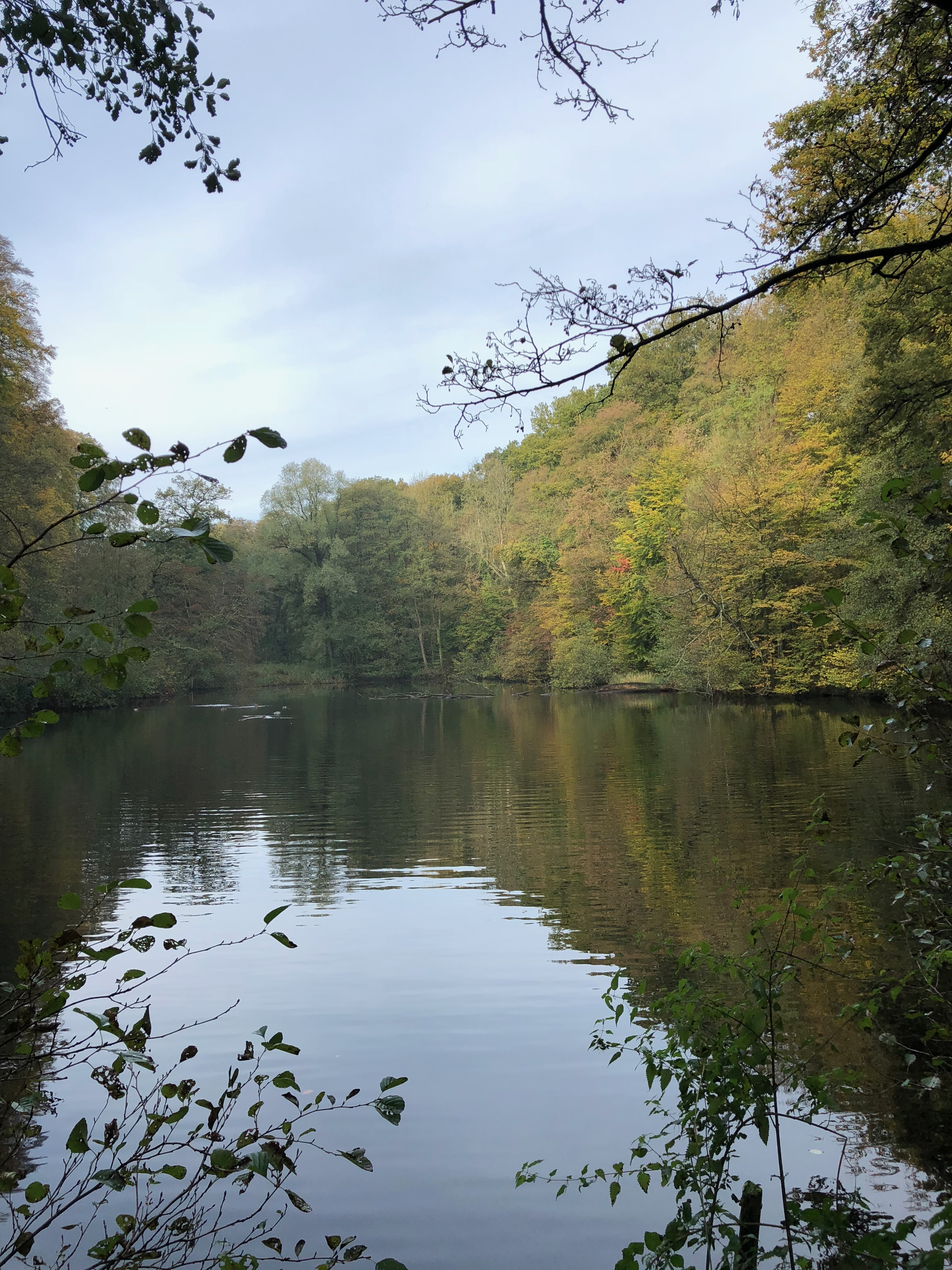
Étangs des Enfants Noyés